# Itame unicinctata
Itame unicinctata är en fjärilsart som beskrevs av Embrik Strand 1901. Itame unicinctata ingår i släktet Itame och familjen mätare. Inga underarter finns listade i Catalogue of Life.